# Acidente ferroviário de Blackheath
O acidente ferroviário de Blackheath ocorreu às 7h03min do dia 25 de agosto de 2010, quando um trem Metrorail Western Cape colidiu em um táxi micro-ônibus na passagem de nível de Buttskop Road em Blackheath, um subúrbio da Cidade do Cabo, na África do Sul. O micro-ônibus levava catorze crianças para a escola; nove morreram no local e cinco foram hospitalizados. Uma das crianças feridas morreu dois dias depois no Hospital Infantil da Cruz Vermelha. O motorista do micro-ônibus também foi hospitalizado; não houve feridos a bordo do trem.
Uma investigação inicial do Regulador de Segurança Ferroviária determinou que as luzes e barreiras no cruzamento estavam em pleno funcionamento. Testemunhas afirmaram que o micro-ônibus dirigia em torno de uma fila de carros parados e passava pelos semi-barrancos fechados, bloqueando a passagem. O motorista, Jacob Humphreys, foi preso ao ser liberado do hospital e acusado de dez acusações de homicídio culposo; ele foi inicialmente mantido sob custódia e, posteriormente, libertado sob fiança. Em 12 de dezembro de 2011, ele foi condenado no Tribunal Superior do Cabo Ocidental por dez acusações de homicídio e quatro acusações de tentativa de homicídio e, em 28 de fevereiro de 2012, foi condenado a vinte anos de prisão efetiva. Em 22 de março de 2013, o Supremo Tribunal de Recurso reduziu a condenação a homicídio culposo e a sentença a uma prisão efetiva de oito anos.